# Timur und sein Trupp

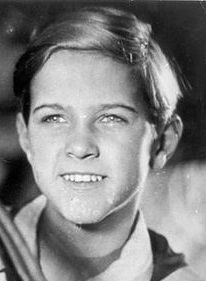
Livi Schtschipatschow - Schauspieler, der die Hauptrolle des Pioniers Timur in der Romanverfilmung von 1940 spielte

Timur und sein Trupp (russischer Originaltitel Тимур и его команда Timur i jewo komanda) ist die bekannteste Erzählung des russisch-sowjetischen Schriftstellers Arkadi Gaidar (1904–1941). Sie wurde 1940 veröffentlicht und war sein größter Erfolg. In der Deutschen Demokratischen Republik (DDR) gehörte das Buch zur Lektüre im Schulunterricht.

## Inhalt
Die Geschichte des Buches ist in der Sowjetunion in einem langweiligen Moskauer Vorort  im Sommer 1939 angesiedelt. Viele Erwachsene sind an der Front (vom Zeitpunkt her ist es der Japanisch-Sowjetische Grenzkonflikt) oder einfach abwesend. Der 14-jährige Timur Garajew leistet als Anführer einer Gruppe Gleichaltriger heimliche Nachbarschaftshilfe für Angehörige und Witwen von Frontsoldaten der Roten Armee. Die Arbeit ist nicht einfach, da es im Ort eine Gruppe gibt, die häufig die Obstgärten der Anwohner plündert und damit gegen Timur und seine Freunde agiert. Als die 13-jährige Shenja Urlaub in Timurs Heimatort macht, bringt sie den Trupp kräftig durcheinander und gewinnt gleichzeitig viele neue Freunde.
Im Buch werden vor allem Themen wie Hilfsbereitschaft, Zusammenhalt und Freundschaft thematisiert.

## Wissenswertes
In Anlehnung an den Buchtitel wurde in der DDR mancherorts ein Abzeichen namens Timurtrupp an hilfsbereite Jungpioniere verliehen, die sich auf dem Gebiet der Timurhilfe hervortaten.
Auch in den Geschichten um Alfons Zitterbacke kommt der Timurtrupp vor.
Die Vor- und Familiennamen Timur Garajews sind nicht russischer, sondern tatarischer Herkunft.
Der Roman wurde noch im Jahr seines Erscheinens von Alexander Rasumny verfilmt. Eine weitere Verfilmung entstand 1976 unter der Regie von Alexander Blank und Sergej Linkow.

## Ausgaben
- Timur und sein Trupp. Neuauflage. Edition Leipzig, Leipzig 2003, ISBN 3-89603-153-8.
- Timur und sein Trupp. Aus dem Russischen von Max Hummeltenberg. Illustrationen von Hans Mau. 23. Auflage. Der Kinderbuchverlag Berlin, Lizenz-Nr. 304-270/304/75-(690).

## Dramatisierung
- A. Rosanowa: Timur und sein Trupp. Mitteldeutscher Verlag, Halle/Saale 1952.